# 후꾸시마조선초중급학교
후꾸시마조선초중급학교(일본어: 福島朝鮮初中級学校 후쿠시마 조선 초중급학교[*])는 일본 후쿠시마현 고리야마시에 있는 조선학교이다. 일본의 초등학교 · 중학교에 상당하는 교육을 실시하고 있지만 각종학교이다.